# Henri Lemulier
Henri Lemulier est un homme politique français né le 6 avril 1803 à Semur-en-Auxois (Côte-d'Or) et mort le 26 mars 1872 à Paris.

## Biographie
Il est ancien élève de l'école polytechnique (promotion de 1820). Chef d'escadron dans l'artillerie, il est député de la Côte-d'Or de 1849 à 1851, siégeant à droite avec les monarchistes.

## Sources
- « Henri Lemulier », dans Adolphe Robert et Gaston Cougny, Dictionnaire des parlementaires français, Edgar Bourloton, 1889-1891 [détail de l’édition]